# FAP
FAP (srp. Фабрика Аутомобила Прибој; hrv. Fabrika automobila Priboj) je srpska automobilska industrija sa sjedištem u Priboju koja se bavi proizvodnjom kamiona, autobusa, prikolica te nudi usluge nadogradnje postojećih teretnih vozila.
Tvrtka je osnovana 1953. a već 30. listopada iste godine započinje s proizvodnjom teretnih vozila po licenci austrijskog Saurer-Werke. Tada je montirano prvih 17 vozila nosivosti četiri i šest tona.
1962. dolazi do rekonstrukcije proizvodnog programa te izrade novih vozila iz obitelji FAP 13 i FAP 18B. Godišnja proizvodnja tada je iznosila 2.000 vozila. Nakon tri godine FAP započinje s proizvodnjom domaćih vozila.
1975. tvrtka uz strana ulaganja povećava proizvodni kapacitet na 10.000 vozila te se proširuje licencni ugovor s Daimler-Benzom na pravo proizvodnje teretnih vozila bruto mase od 12 do 16 tona i snage motora 130 - 320 KS.
FAP je 2002. ušao u program rekontruiranja i pripreme za privatizaciju.

## Proizvodni program
- Kamioni
  - sandučari - FAP 1318, FAP 1823, FAP 1824, FAP 1828 i FAP 2235.
  - tegljači - FAP 1835, FAP 1840, FAP 2635, FAP 2640, FAP 2026
  - kiperi - FAP 1318, FAP 1418, FAP 2021, FAP 2023, FAP 2024, FAP 2628, FAP 2629, FAP 2630, FAP 2635, FAP 3035, FAP 3240 i FAP 4140.
  - namjenska teretna vozila - FAP 1118 i FAP 2228.
- Autobusi
  - A537.4 CNG, A-537, A-547.3, A-637, A-777, A-402 i A-918
- Prikolice
  - P10/1, P12, P20, P24/3K, PP36 I PP40.
- Nadogranje
  - tvrtka nudi nadogradnju postojećih kamiona kako bi mogla prevoziti kontejere, biti smetlarska vozila, kamionske mješalice, cisterne, ALU furgoni te vozila za prijevoz rinfuze, stoke ili drva.
- Agregati
  - proizvodnja vlastitih ili licencnih Mercedes-Benzovih kamionskih i autobusnih agregata i sklopova.

## Vanjske poveznice
- Službena web stranica FAP-a  Arhivirana inačica izvorne stranice od 24. siječnja 2015. (Wayback Machine)